# 信楽高原鐵道SKR310形気動車
信楽高原鐵道SKR310形気動車（しがらきこうげんてつどうエスケーアール310がたきどうしゃ）とは、2001年（平成13年）に投入された、信楽高原鐵道の一般形気動車である。

## 概要

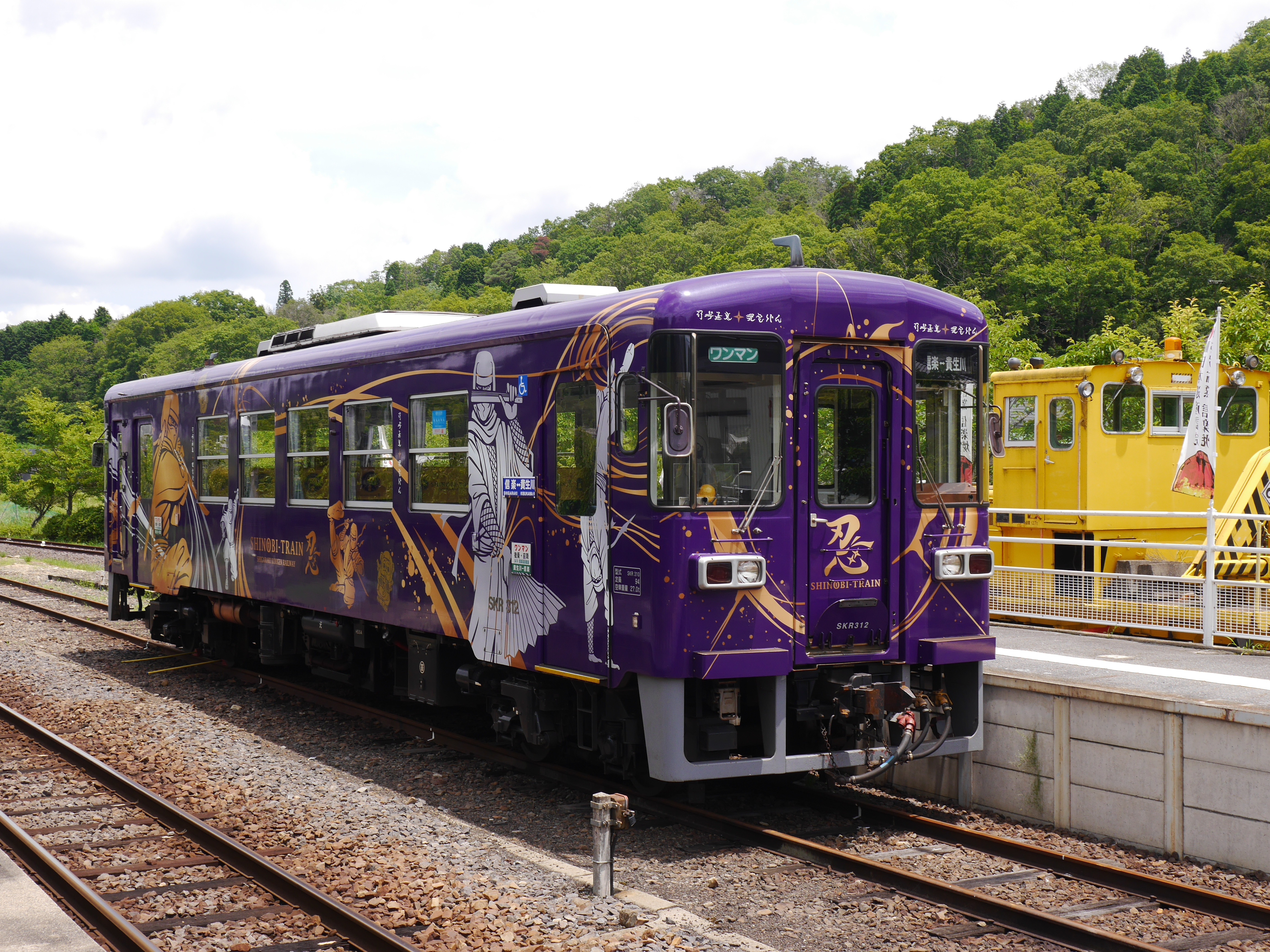
「SHINOBI-TRAIN」ラッピングのSKR312。SKR311と異なり紫基調のデザインとなっている。

SKR200形の老朽化に伴い、SKR311が2001年11月に、SKR312が2002年（平成14年）9月に登場した車両である。入れ替わりにSKR201・SKR203は廃車になった。
富士重工業製レールバスの一種LE-Carのボギー車版LE-DCのSKR300形の増備車で、外観は変わらない。SKR300形から改良された点として、エンジンが295馬力の日産ディーゼル製PF6HT03になり、保安ブレーキは二重化された。SKR300形との共通点として、信楽高原鐵道列車衝突事故後の安全車両で、バンパー付き車両、車内もバリアフリー化、車椅子スペースがとられている。登場当初は緑帯に狸のキャラクターと会社のロゴが描かれていた。
2017年（平成29年）にはJR西日本草津線の113系1編成と共通で、SKR311とSKR312の2両ともラッピング列車「SHINOBI-TRAIN」へ改装された。SKR311は緑、SKR312は紫を基調としたラッピングとなっている。2017年（平成29年）2月25日より運行を開始し、主に平日の日中を中心に運行している。なお、制御システムの相違から後に導入されたSKR400形、SKR500形とは併結できない。

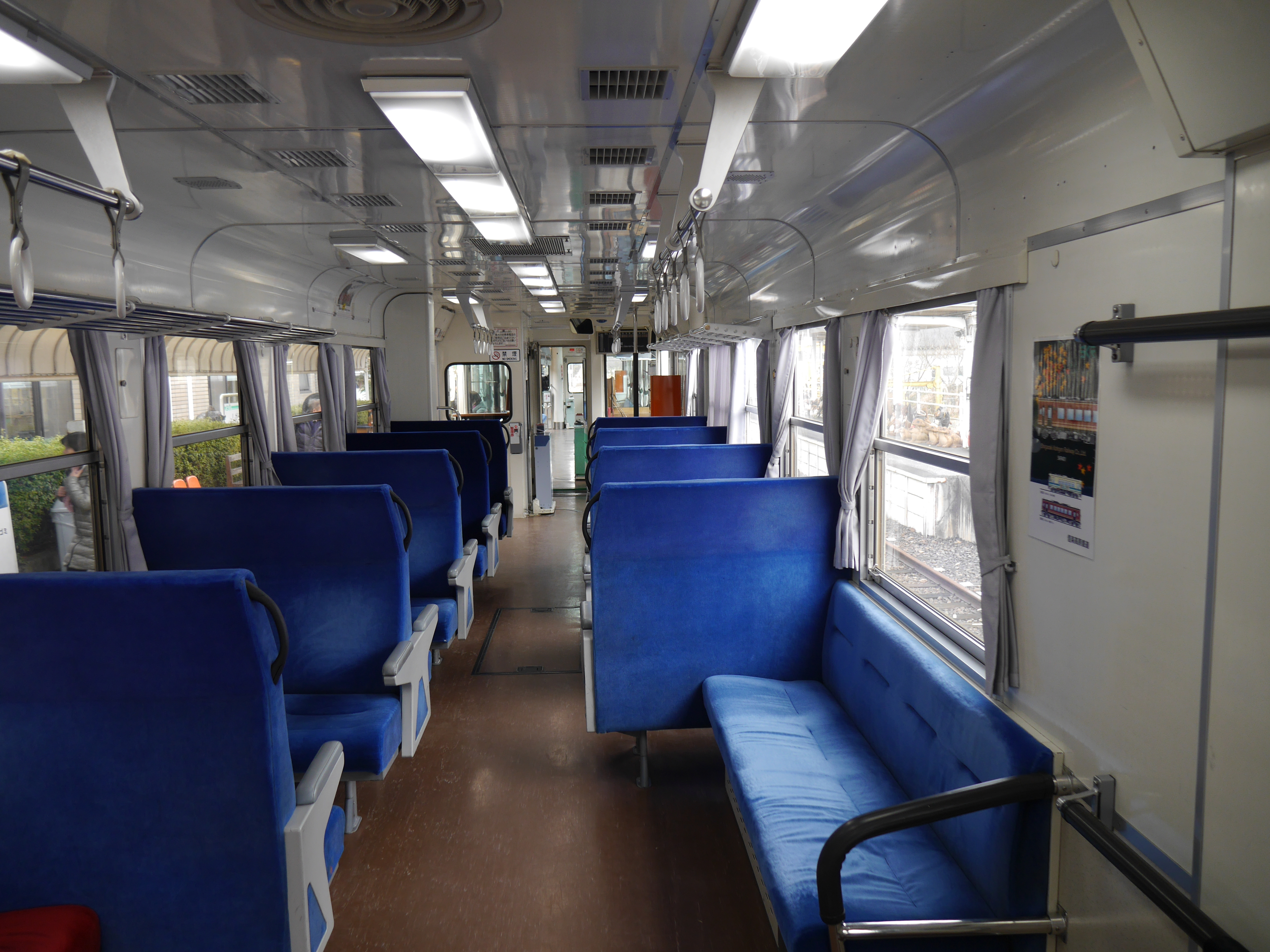
車内
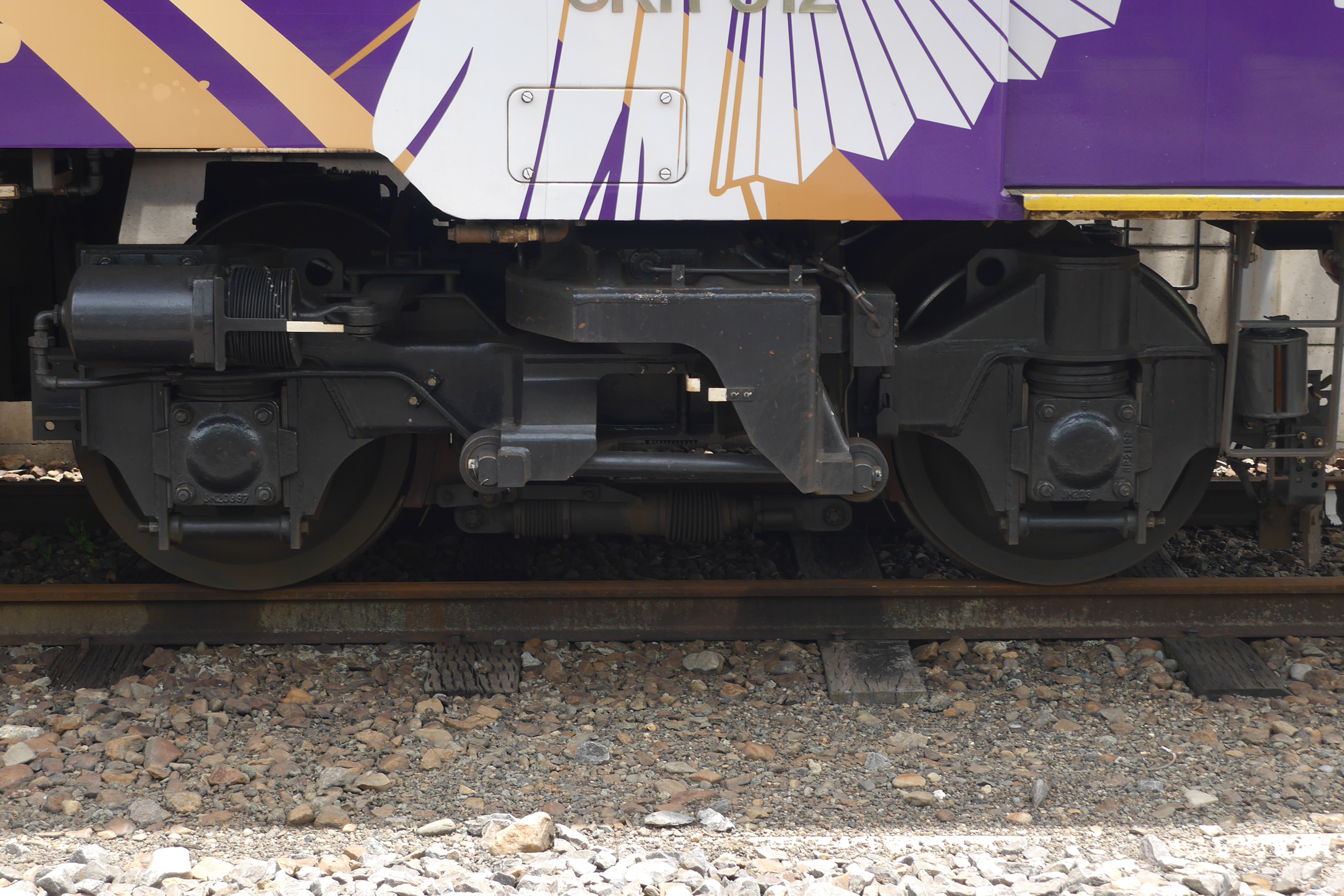
台車（FU34KT）

## 各車状況
| 車両番号 | 竣工       | 車籍   |
| -------- | ---------- | ------ |
| 311      | 2001年11月 | 在籍中 |
| 312      | 2002年9月  | 在籍中 |

## ギャラリー

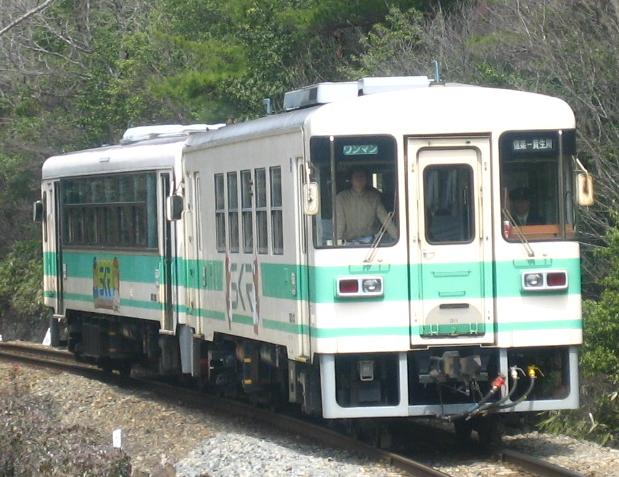
登場時の塗装
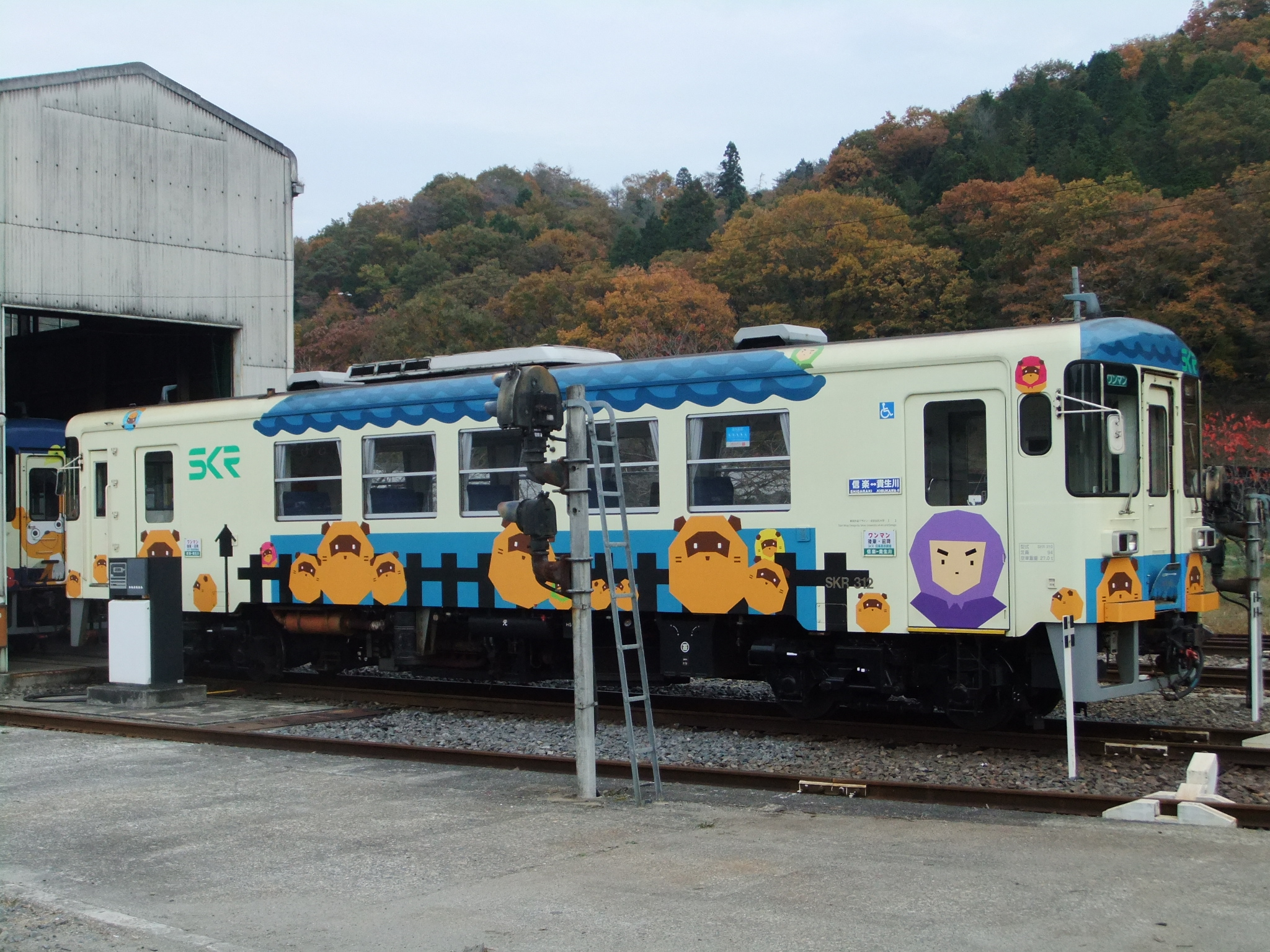
SKR312(旧ラッピング)
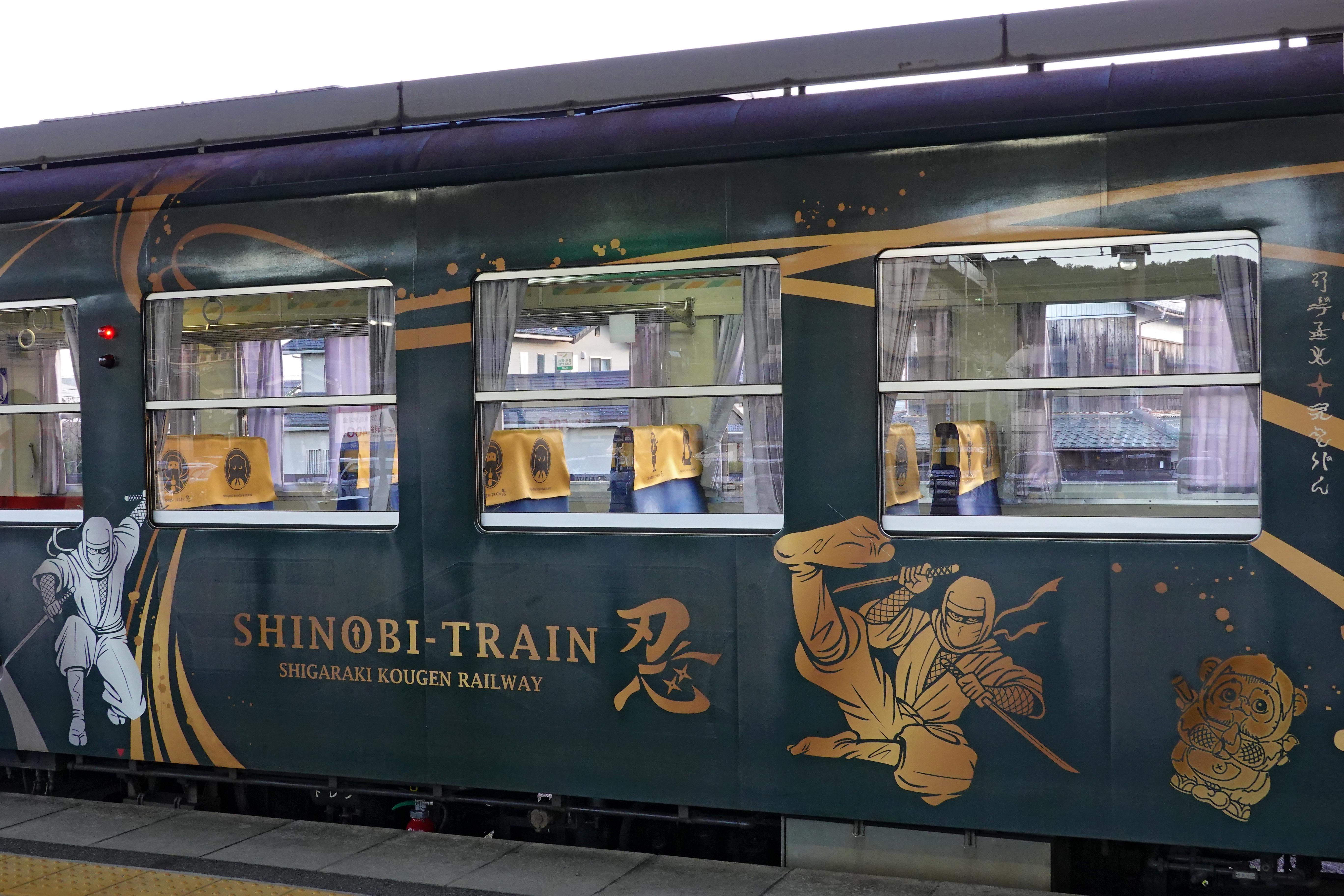
SKR311(忍トレイン)